# 綾原大君

綾原大君（：／，1598年—1656年），名李俌（：／），朝鮮王朝追尊王元宗李琈和仁獻王后具氏的第二子，仁祖李倧之弟。

## 生平
初封綾原君。仁祖十年（1632年），追崇定遠大院君為元宗大王，因此進封李俌為綾原大君。
孝宗七年（1656年）正月初一逝世，顯宗七年（1666年）賜諡貞孝。高宗二年（1865年），配享仁祖廟庭。
他的妻子是柳孝立之女，曾一度被仁祖降為妾，至肅宗二十五年（1699年），庶孫錦川君李榰為其鳴冤，因而復位。

## 家庭
- 正室：文化府夫人柳氏，柳孝立之女。無子女。
- 側室：金氏（1610-1696），金萬成之女
  - 子：靈豊君李㵓（1628年－1692年）[5]
  - 子：靈恩君李涵（1633年－1699年）[6]
  - 子：靈愼君李瀅 （1635年-？）
  - 子：靈春君李涏（1640年－1704年）[7][8]
  - 子：靈順君李浟（1643年－？）[9]
  - 長女：李英淑[10][11]
  - 女婿：柳壽昌
  - 次女：李英淨（1639年－1656年），未嫁卒，得年十八歲。[12][13]
  - 三女：李英順
  - 女婿：柳省三

## 附註
1. ↑  .   [2013-08-26]. （原始内容存档于2018-09-12）.
2. ↑  《綾原大君神道碑銘》……丙申元朝。詣起居班。疾作輿歸。上聞大驚。急使麟坪大君。率中使及大醫救護。是夕公卒焉。……
3. ↑  .   [2013-08-26]. （原始内容存档于2018-09-12）.
4. ↑  .   [2013-08-26]. （原始内容存档于2019-08-28）.
5. ↑  《承政院日記》肅宗18年（1692年）9月2日「禮曹,靈豐君㵓,當日卒逝云,自今日,至初三日,停朝市。啓依允。禮葬,特爲擧行。」
6. ↑  《承政院日記》肅宗25年（1699年）2月6日「宗親府,靈恩君涵,今月初五日卒逝。啓。」
7. ↑  《承政院日記》肅宗2年（1676年）3月5日
8. ↑  《承政院日記》肅宗30年（1704年）3月14日「禮曹,靈春君涏,今日卒逝云,當日停朝市。啓。」
9. ↑  《承政院日記》景宗2年〔1722年〕1月22日「……靈順君浟,今加嘉德,年八十，……」
10. ↑  《璿源錄》記為次女，然而以生年來看，應為長女。
11. ↑  《綾原大君神道碑銘》……長女爲柳壽昌妻。……
12. ↑  《綾原大君神道碑銘》……次曰英淨。天質絶異。公鍾愛甚。公沒。哀毀不食而死。年十八矣。……
13. ↑  《璿源錄》紀載，名「英淨」，生於己卯年。